# Motorcross der Naties 1947
De Motorcross der Naties 1947 was de eerste editie van de Motorcross der Naties en werd verreden op 26 juli 1947 in het Nederlandse Wassenaar, op het circuit Duinrell.
Elke ploeg bestond uit 4 tot 7 rijders. De wedstrijd bestond uit 2 reeksen waarin alle rijders beide reeksen van start gingen. De eindstand werd berekend door de 3 snelste gecombineerde eindtijden van beide reeksen bij elkaar op te tellen per ploeg. De overige tijden van de rijders werden geschrapt voor het eindklassement. De wedstrijd ging over 2 reeksen van 8 rondes waarbij een afstand van 25.6km werd afgelegd per reeks.

## Deelnemerslijst
|   | Land                  | Nr  | Piloot            | Motor          |
| - | --------------------- | --- | ----------------- | -------------- |
| 1 | Verenigd Koninkrijk A | 1   | Jack Stocker      | Ariel          |
| 1 | Verenigd Koninkrijk A | 2   | Fred Rist         | BSA            |
| 1 | Verenigd Koninkrijk A | 3   | Bill Nicholson    | BSA            |
| 1 | Verenigd Koninkrijk A | 4   | Bob Ray           | Ariel          |
| 1 | Verenigd Koninkrijk A | 5   | Ray Scovell       | BSA            |
| 1 | Verenigd Koninkrijk A | 33  | C. Newcombe       | AMC            |
| 1 | Verenigd Koninkrijk A | 34  | Harold Lines      | Ariel          |
| 2 | Verenigd Koninkrijk B | 6   | Eddy Bessant      | Matchless      |
| 2 | Verenigd Koninkrijk B | 7   | Jim Alves         | Triumph        |
| 2 | Verenigd Koninkrijk B | 8   | Colin Edge        | Matchless      |
| 2 | Verenigd Koninkrijk B | 9   | Allan Jefferies   | Triumph        |
| 2 | Verenigd Koninkrijk B | 10  | Cecil Bailey      | BSA            |
| 2 | Verenigd Koninkrijk B | 31  | Cliff Holden      | BSA            |
| 2 | Verenigd Koninkrijk B | 32  | Hugh Viney        | AJS            |
| 3 | België A              | 11  | Auguste Mingels   | Triumph        |
| 3 | België A              | 12  | François Pairiot  | Gillet-Herstal |
| 3 | België A              | 13  | Léo Kindekens     | Triumph        |
| 3 | België A              | 14  | Lambert Delaes    | AJS            |
| 3 | België A              | 15  | Albert van Hove   | AJS            |
| 3 | België A              | 37? | Raymond Gaertner  | BSA            |
| 4 | België B              | 16  | Victor Govaerts   | Gillet-Herstal |
| 4 | België B              | 17  | Marcel Meunier    | Triumph        |
| 4 | België B              | 18  | Jean Frenay       | Gillet-Herstal |
| 4 | België B              | 19  | Frans Thomas      | ?              |
| 4 | België B              | 20  | Jacques Marquis   | Triumph        |
| 4 | België B              | 37? | Karem Dom         | Triumph        |
| 5 | Nederland A           | 21  | Jan Veer          | Triumph        |
| 5 | Nederland A           | 22  | Hendrik Veer      | Matchless      |
| 5 | Nederland A           | 23  | Jan van Rijn      | Triumph        |
| 5 | Nederland A           | 24  | P. Plompen        | Triumph        |
| 5 | Nederland A           | 39  | Jan van Tilburg   | Matchless      |
| 6 | Nederland B           | 26  | Dick Renooy       | ?              |
| 6 | Nederland B           | 27  | Jopp Bovee        | ?              |
| 6 | Nederland B           | 29  | Joop van Heukelom | Matchless      |
| 6 | Nederland B           | 38  | Ben Jansema       | Matchless      |

## Uitslagen Reeksen

### 1e Reeks
| Pos | Nr  | Piloot              | Motor          | Tijd    |
| --- | --- | ------------------- | -------------- | ------- |
| 1   | 3   | A Bill Nicholson    | BSA            | 37:41.3 |
| 2   | 1   | A Jack Stocker      | Ariel          | 37:47.1 |
| 3   | 11  | A Auguste Mingels   | Triumph        | 38:30.1 |
| 4   | 22  | A Hendrik Veer      | AJS            | 38:47.2 |
| 5   | 32  | B Hugh Viney        | AJS            | 39:25.2 |
| 6   | 18  | B Jean Frenay       | Gillet-Herstal | 39:33.7 |
| 7   | 6   | B Eddy Bessant      | Matchless      | 39:35.4 |
| 8   | 37? | B Karem Dom         | Triumph        | 39:36.4 |
| 9   | 15  | A Albert van Hove   | AJS            | 39:37.2 |
| 10  | 17  | B Marcel Meunier    | Triumph        | 39:38.4 |
| 11  | 2   | A Fred Rist         | BSA            | 39:53.4 |
| 12  | 7   | B Jim Alves         | Triumph        | 40:14.2 |
| 13  | 4   | A Bob Ray           | Ariel          | 40:22.5 |
| 14  | 23  | A Jan van Rijn      | Triumph        | 40:25.1 |
| 15  | 16  | B Victor Govaerts   | Gillet-Herstal | 40:41.9 |
| 16  | 12  | A François Pairiot  | Gillet-Herstal | 40:42.6 |
| 17  | 9   | B Allan Jefferies   | Triumph        | 42:25.8 |
| 18  | 31  | B Cliff Holden      | BSA            | 42:33.3 |
| 19  | 8   | B Colin Edge        | Matchless      | 42:46.2 |
| 20  | 14  | A Lambert Delaes    | AJS            | 42:47.0 |
| 21  | 29  | B Joop van Heukelom | Matchless      | 43:00.0 |
| 22  | 34  | A Harold Lines      | Ariel          | 43:04.9 |
| 23  | 37? | A Raymond Gaertner  | BSA            | 43:34.1 |
| 24  | 39  | A Jan van Tilburg   | Matchless      | 43:34.9 |
| 25  | 10  | B Cecil Bailey      | BSA            | 43:44.7 |
| 26  | 21  | A Jan Veer          | Triumph        | 43:55.7 |
| 27  | 38  | B Ben Jansema       | Matchless      | 45:41.8 |
| 28  | 20  | B Jacques Marquis   | Triumph        | 47:10.2 |
| 29  | 33  | A C. Newcombe       | AMC            | 50:02.0 |
| 30  | 24  | A P. Plompen        | Triumph        | 57:01.3 |
| DNF | 13  | A Leo Kindekens     | Triumph        | -       |
| DNF | 5   | A Ray Scovell       | BSA            | -       |

### 2e Reeks
| Pos | Nr  | Piloot              | Motor          | Tijd    |
| --- | --- | ------------------- | -------------- | ------- |
| 1   | 11  | A Auguste Mingels   | Triumph        | 37:36.2 |
| 2   | 17  | B Marcel Meunier    | Triumph        | 38:36.3 |
| 3   | 32  | B Hugh Viney        | AJS            | 39:14.0 |
| 4   | 3   | A Bill Nicholson    | BSA            | 39:19.2 |
| 5   | 6   | B Eddy Bessant      | Matchless      | 39:39.7 |
| 6   | 7   | B Jim Alves         | Triumph        | 40:04.0 |
| 7   | 2   | A Fred Rist         | BSA            | 40:05.3 |
| 8   | 16  | B Victor Govaerts   | Gillet-Herstal | 40:25.4 |
| 9   | 22  | A Hendrik Veer      | AJS            | 40:32.0 |
| 10  | 18  | B Jean Frenay       | Gillet-Herstal | 40:44.0 |
| 11  | 37? | B Karem Dom         | Triumph        | 40:53.6 |
| 12  | 5   | A Ray Scovell       | BSA            | 40:58.7 |
| 13  | 9   | B Allan Jefferies   | Triumph        | 41:35.2 |
| 14  | 14  | A Lambert Delaes    | AJS            | 42:01.0 |
| 15  | 4   | A Bob Ray           | Ariel          | 42:09.0 |
| 16  | 29  | B Joop van Heukelom | Matchless      | 42:27.8 |
| 17  | 15  | A Albert van Hove   | AJS            | 42:38.0 |
| 18  | 10  | B Cecil Bailey      | BSA            | 42:56.2 |
| 19  | 13  | A Leo Kindekens     | Triumph        | 43:24.9 |
| 20  | 37? | A Raymond Gaertner  | BSA            | 43:28.8 |
| 21  | 39  | A Jan van Tilburg   | Matchless      | 45:03.1 |
| 22  | 31  | B Cliff Holden      | BSA            | 45:30.3 |
| 23  | 20  | B Jacques Marquis   | Triumph        | 45:59.0 |
| 24  | 12  | A François Pairiot  | Gillet-Herstal | 47:11.0 |
| DNF | 1   | A Jack Stocker      | Ariel          | -       |
| DNF | 23  | A Jan van Rijn      | Triumph        | -       |
| DNF | 8   | B Colin Edge        | Matchless      | -       |
| DNF | 34  | A Harold Lines      | Ariel          | -       |
| DNF | 21  | A Jan Veer          | Triumph        | -       |
| DNF | 38  | B Ben Jansema       | Matchless      | -       |
| DNF | 33  | A C. Newcombe       | AMC            | -       |
| DNF | 24  | A P. Plompen        | Triumph        | -       |

### Individueel Eindklassement
| Pos | Nr  | Piloot              | Motor          | Tijd       |
| --- | --- | ------------------- | -------------- | ---------- |
| 1   | 11  | A Auguste Mingels   | Triumph        | 1h 16:06.3 |
| 2   | 3   | A Bill Nicholson    | BSA            | 1h 17:00.5 |
| 3   | 17  | B Marcel Meunier    | Triumph        | 1h 18:14.7 |
| 4   | 32  | B Hugh Viney        | AJS            | 1h 18:39.2 |
| 5   | 6   | B Eddy Bessant      | Matchless      | 1h 19:15.1 |
| 6   | 22  | A Hendrik Veer      | AJS            | 1h 19:19.2 |
| 7   | 2   | A Fred Rist         | BSA            | 1h 19:58.7 |
| 8   | 18  | B Jean Frenay       | Gillet-Herstal | 1h 20:17.7 |
| 9   | 7   | B Jim Alves         | Triumph        | 1h 20:18.2 |
| 10  | 37? | B Karem Dom         | Triumph        | 1h 20:30.0 |
| 11  | 16  | B Victor Govaerts   | Gillet-Herstal | 1h 21:07.3 |
| 12  | 15  | A Albert van Hove   | AJS            | 1h 22:15.2 |
| 13  | 4   | A Bob Ray           | Ariel          | 1h 22:31.5 |
| 14  | 9   | B Allan Jefferies   | Triumph        | 1h 24:01.0 |
| 15  | 14  | A Lambert Delaes    | AJS            | 1h 24:48.0 |
| 16  | 29  | B Joop van Heukelom | Matchless      | 1h 25:27.8 |
| 17  | 10  | B Cecil Bailey      | BSA            | 1h 26:40.9 |
| 18  | 37? | A Raymond Gaertner  | BSA            | 1h 27:02.9 |
| 19  | 12  | A François Pairiot  | Gillet-Herstal | 1h 27:53.6 |
| 20  | 31  | B Cliff Holden      | BSA            | 1h 28:03.6 |
| 21  | 39  | A Jan van Tilburg   | Matchless      | 1h 28:38.0 |
| 22  | 20  | B Jacques Marquis   | Triumph        | 1h 33:09.2 |
| DNF | 13  | A Leo Kindekens     | Triumph        | -          |
| DNF | 5   | A Ray Scovell       | BSA            | -          |
| DNF | 1   | A Jack Stocker      | Ariel          | -          |
| DNF | 23  | A Jan van Rijn      | Triumph        | -          |
| DNF | 8   | B Colin Edge        | Matchless      | -          |
| DNF | 34  | A Harold Lines      | Ariel          | -          |
| DNF | 21  | A Jan Veer          | Triumph        | -          |
| DNF | 38  | B Ben Jansema       | Matchless      | -          |
| DNF | 33  | A C. Newcombe       | AMC            | -          |
| DNF | 24  | A P. Plompen        | Triumph        | -          |

### Eindklassement
| Pos   | Land                  | Tijd       |
| ----- | --------------------- | ---------- |
| 1     | Verenigd Koninkrijk A | 3h 59:30.7 |
| 2     | België B              | 3h 59:39.7 |
| 3     | België A              | 4h 03:09.5 |
| 4     | Verenigd Koninkrijk B | 4h 03:34.3 |
| 5(2t) | Nederland A           | 2h 47:57.2 |
| 6(1t) | Nederland B           | 1h 25:27.8 |